# Ladislav Víteček
Ladislav Víteček (10. května 1895 Děhylov – 17. dubna 1944 Brandenburg an der Havel) byl československý legionář a odbojář popravený nacisty.

## Život

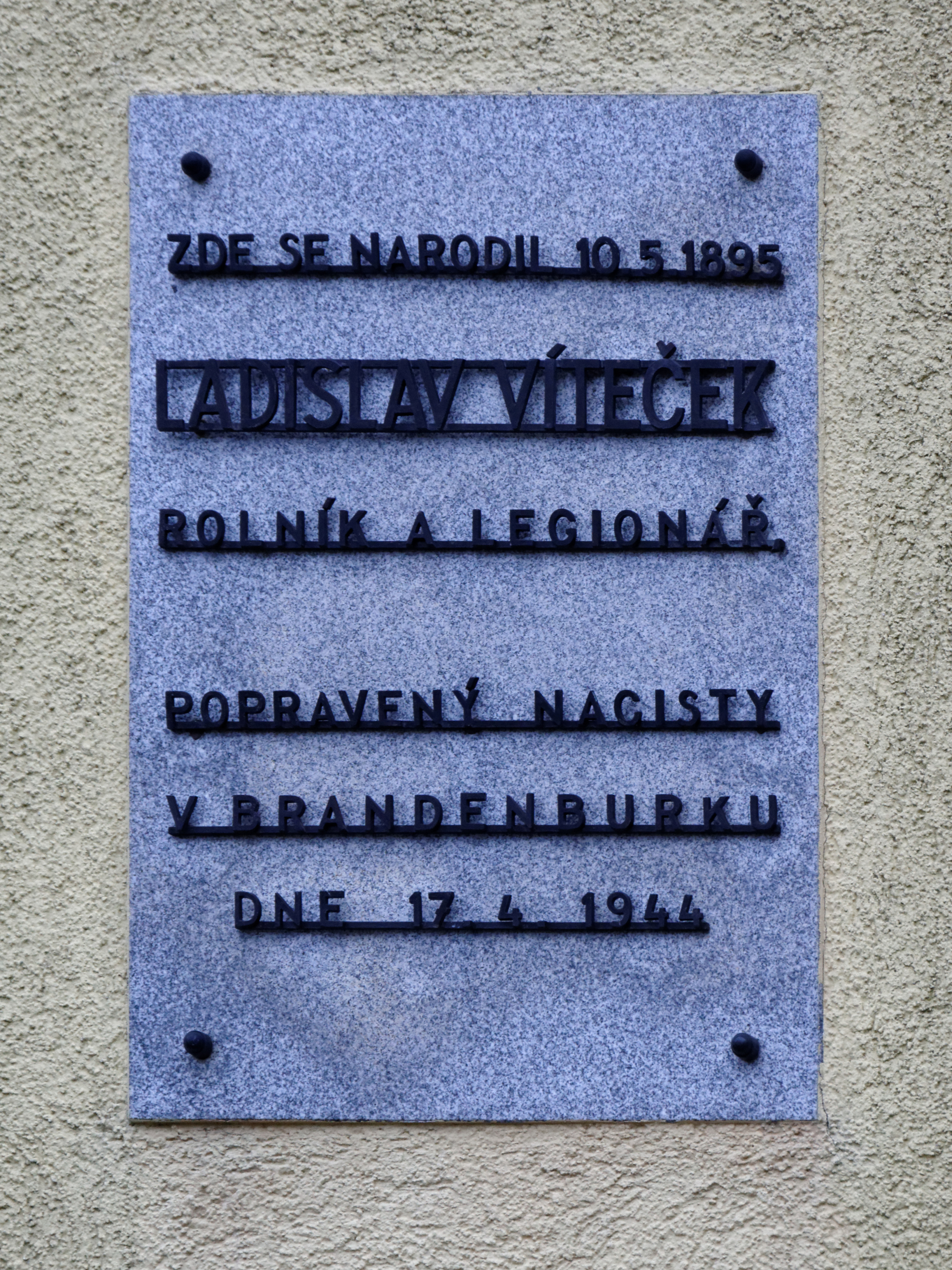
Pamětní deska Ladislava Vítečka v Děhylově

### Před první světovou válkou
Ladislav Víteček se narodil 10. května 1895 v Děhylově na Opavsku. Vystudoval obchodní školu a začal pracovat v zemědělství. Byl členem Agrární strany. Prezenční vojenskou službu absolvoval u 1. pěšího pluku.

### První světová válka
Po vypuknutí první světové války byl Ladislav Víteček povolán do c. a k. armády a odeslán na ruskou frontu. Zde 9. června 1916 u města Kolky padl jako vojín 17. zeměbraneckého pěšího pluku do zajetí. Podal přihlášku do Československých legií, kam byl 18. září 1917 přijat. Absolvoval Sibiřskou anabázi. Do Československa se vrátil v roce 1920. Dosáhl hodnosti svobodníka.

### Mezi světovými válkami
Ladislav Víteček po návratu do Československa v armádní službě nepokračoval a živil se jako rolník. Žil v rodném Děhylově.

### Druhá světová válka
Do protinacistického odboje se Ladislav Víteček zapojil tím, že ukrýval a pomáhal uprchlému sovětskému důstojníkovi. Za to byl zatčen gestapem a 17. dubna 1944 v Brandenburgu popraven.

## Posmrtná ocenění
- Ladislavu Vítečkovi byl v roce 1944 in memoriam udělen Československý válečný kříž 1939
- Ladislavu Vítečkovi byla na domě čp. 8 v Děhylově, kde žil, odhalena pamětní deska